# Francuska akademija
Francuska akademija (fra.: Académie française) je znanstvena ustanova u Francuskoj koju je 1635. osnovao kardinal Richelieu, sa zadatkom promicanja i njegovanja francuske literature i francuskog jezika, a on sam je djelovao kao mecena. 
Kralj Luj XIV. je postao zaštitnik akademije 1672. poslije čega je akademijom sve više upravljao kralj. U svezi s francuskom revolucijom 1793. ukinuta je kraljevska akademija, ali nekoliko godina poslije dolazi do osnivanja 
Institut de France s kojim Francuska akademija nastavlja svoju djelatnost.  
U glavne zadatke Akademije spada izdavanje Dictionnaire de l'Académie française, rječnika francuskog jezika, kao i dodjela nagrada i priznanja. Najznačajnija nagrada je Grand Prix de la francophonie, utemljena 1986., Grand prix de littérature (nagrada za beletristiku), Grand Prix du roman (za romane), Grand Prix de poésie (za poeziju), Grand Prix de philosophie (za doktorske disertacije), i Grand Prix Gobert (za radove o francuskoj povijesti).
Francuska akademija broji 40 članova, a vodi je jedan sekretar koji u principu ima duži mandat. Od 1999. ovu dužnost obnaša Hélène Carrère d’Encausse. 
Članove se bira doživotno i naziva ih se ”les immortels” (”besmrtnima”).

## Vanjske poveznice
- Službena stranica Akademije